# Glossem
Glossem ist in verschiedenen linguistischen Theorien die Bezeichnung für die kleinste sprachliche Einheit:
- Leonard Bloomfield bezeichnet die kleinste bedeutungstragende Einheit, die heute üblicherweise Morphem genannt wird, als Glossem. Es dient als Oberbegriff für die (grammatischen) Tagmeme und (lexikalischen) Morpheme. Die vom Glossem getragene Bedeutung selbst heißt Noem.[1]
- In der Glossematik nach Louis Hjelmslev sind Glosseme minimale Einheiten des Sprachsystems. Sie teilen sich auf in phonologische Merkmale auf der Ausdrucksebene (Keneme) und semantische Merkmale auf der Inhaltsebene (Plereme), d. h. ein Plerem entspricht in etwa einem Morphem in moderner Terminologie.